# Kuntivaara
Kuntivaara är en kulle i Finland. Den ligger i Kuusamo i landskapet Norra Österbotten, i den nordöstra delen av landet, 700 km norr om huvudstaden Helsingfors. Toppen på Kuntivaara är 390 meter över havet.
Terrängen runt Kuntivaara är huvudsakligen platt. Runt Kuntivaara är det mycket glesbefolkat, med 2 invånare per kvadratkilometer.